# Árvay János (statisztikus)
Árvay János (Rátka, 1924. december 10. – Genf, 1996. március 1.) magyar statisztikus, egyetemi tanár.

## Életpályája
Szülei: Árvay János és Tirk Margit voltak. 1953-1958 között a Gödöllői Agrártudományi Egyetem hallgatója volt. 1951-1994 között a Központi Statisztikai Hivatalban dolgozott, ahol főosztályvezető-helyettes is volt. 1975-től a Magyar Tudományos Akadémia Statisztikai Bizottságának tagja, 1985-1994 között titkára volt. 1979-1985 között, valamint 1994-1995 között az ENSZ EGB munkatársa volt Genfben. 1987-ben nyugdíjba vonult. 1989-1992 között a Nemzetközi Jövedelem- és Vagyonkutató Társaság elnöke. 1990-től címzetes egyetemi tanárként dolgozott.

## Magánélete
1956-ban házasságot kötött Pozsgai Máriával. Két gyermekük született: László (1957) és Judit (1962).

## Művei
- Nemzeti termelés – nemzeti jövedelem – nemzeti vagyon (1973)
- Historically Planned Economies (társszerző, 1992).

## Díjai, kitüntetései
- A közgazdaságtudományok kandidátusa (1975)
- Akadémiai Díj (1975)
- Állami Díj (1988)